# Oedicephalus longicornis
Oedicephalus longicornis là một loài tò vò trong họ Ichneumonidae.